# Wildeshauser Lohmühle
Die Wildeshauser Lohmühle in Wildeshausen, (Lohmühle (Wildeshausen)), Lohmühle 10 B, stammt aus dem 19. Jahrhundert. Seit nach 2014 wird die Lohmühle als Wohnraum und Atelier für Kunsthandwerk genutzt.
Das Ensemble steht unter Denkmalschutz.

## Geschichte
1556 wurde die Lohmühle erstmals erwähnt und später auch als Getreidemühle genutzt sowie um 1900 um eine Sägerei ergänzt. Das alte Wasserrad aus Holz wurde zu dieser Zeit durch ein 22 PS Eisenwasserrad ersetzt.

In dieser Lohmühle wurden früher Eichenrinde getrocknete, zerkleinerte und gemahlen, und dann in den örtlichen Gerbereien als Gerbstoff verwendet.
Die Anlage besteht aus

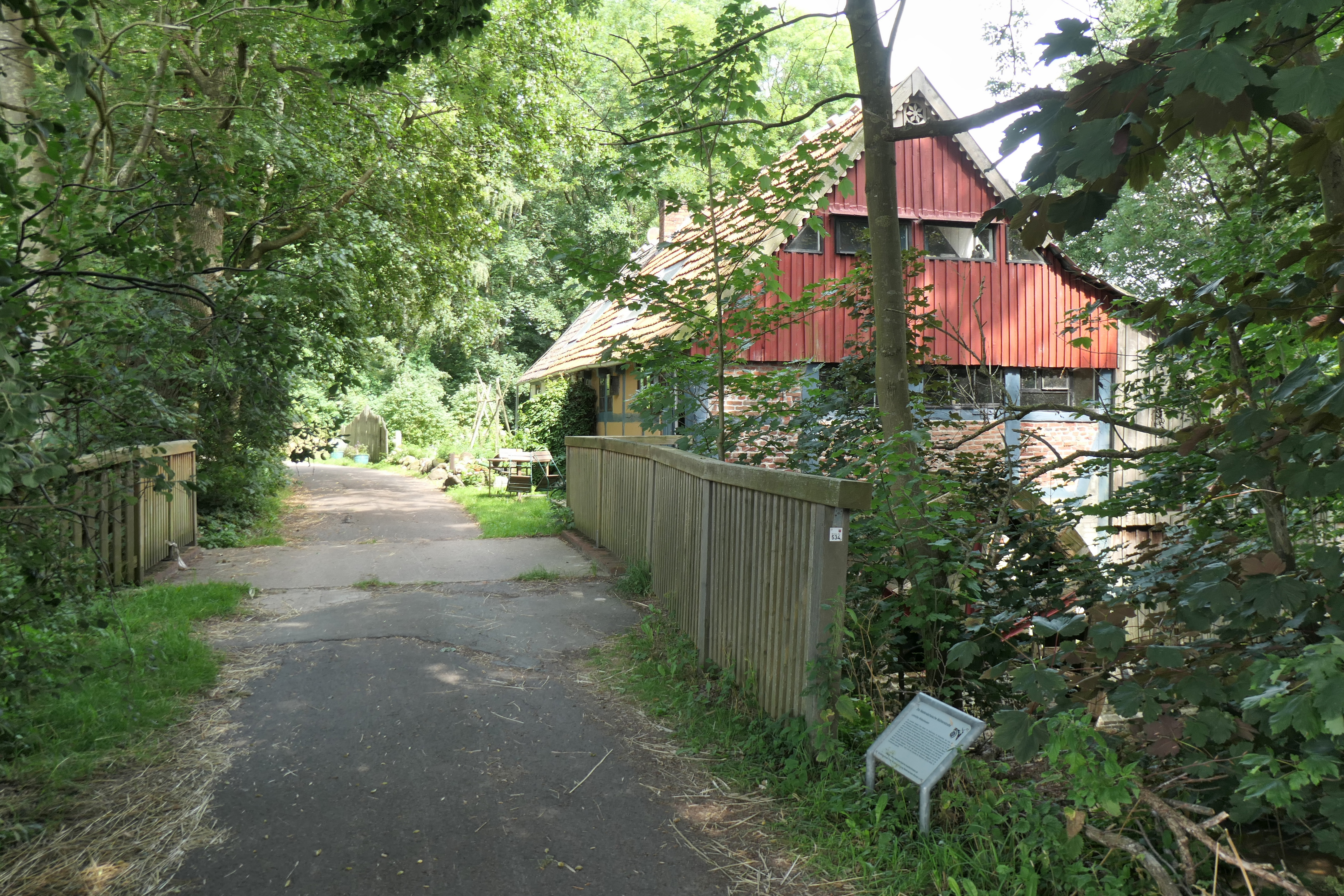
Lohmühle, 2022

- der ein- und zweigeschossige Wassermühle als Lohmühle, die wohl um die Mitte des 19. Jahrhunderts gebaut in Wandständerbauweise und Fachwerk mit verputzten Ausfachungen und mit Satteldach gebaut wurde,
- dem südseitigen Wasserrad aus Eichenholz am Mühlgraben mit 30 Schaufeln; das eiserne Rad von um 1900 mit 36 Schaufeln wurde später bis auf die Achse und die sechs Speichenpaare demontiert,
- dem Wohn- und Wirtschaftsgebäude von 1849 auf der nördlich benachbarten Hofanlage als ein Hallenhaus in Vierständerbauweise mit Unterrähm und Steinaußenwänden,
- dem westlichen Backhaus
- dem südlichen Lohmühlenbach als Nebenfluss der Hunte; er wird nicht mehr aufgestaut und der Schacht für den Zulauf ins Rad wurde 2013 um einen Meter vertieft

Nach 1945 wurde sie hauptsächlich mit elektrischem Antrieb betrieben, da das Stauwasser nur für etwa zwei Betriebsstunden reichte. Bis 1960 wurde hier noch Getreide gemahlen, geschrotet und Holz gesägt, dann wurde der Betrieb eingestellt. 1966 wurde das Staurecht abgegeben und der Mühlteich abgelassen.

Die Lohmühle in Wildeshausen ist Teil der Niedersächsischen Mühlenstraße.
Die Landesdenkmalpflege befand: „... geschichtliche Bedeutung ... als beispielhafte Anlage einer Wassermühle mit benachbarter Hofstelle ...“.